# Sphaerodactylus guanajae
Sphaerodactylus guanajae — вид геконоподібних ящірок родини Sphaerodactylidae. Ендемік Гондурасу. Описаний у 2012 році.

## Поширення і екологія
Sphaerodactylus guanajae є ендеміками острова Гуанаха в групі островів Іслас-де-ла-Байя. Вони живуть в заростях морського винограду.